# HV Olympia '89
Olympia '89 was een handbalvereniging uit het Noord-Brabantse Oss.

## Geschiedenis
Halverwege de jaren zeventig werd door een aantal handballers, die vanuit de grotere steden naar Oss kwamen om er te wonen en werken, de handbalvereniging Havoss opgericht. Tevens werd enige tijd later HSVO opgericht. Door de tijd heen nam de samenwerking tussen Havoss en HSVO toe. Op 24 oktober 1989 werd deze samenwerking omgezet in de oprichting van één nieuwe handbalvereniging Olympia'89.
Op 1 juni 2019 werd in de nacompetitie-finale voor het eerst in de geschiedenis van de club de eredivisie gehaald door de opleidingsploeg van Bevo HC te verslaan. In het debuutseizoen in de eredivisie werd gespeeld onder de naam Olympia’89/DOS’80, vooruitlopend op de fusie tussen de verenigingen die op 1 juli 2020 zou gaan plaatsvinden. De ploeg eindigde op de elfde plaats in de Eredivisie met achttien punten. Hierdoor moest de club nacompetitie spelen om zich in de eredivisie te handhaven, maar deze werd door de coronacrisis niet meer gespeeld en de handbalbond besloot dat er geen clubs zouden degraderen en daardoor speelde Olympia ook in het seizoen 2020/2021 in de eredivisie. De thuiswedstrijden in de Eredivisie werden gespeeld in de Mondriaanhal in Oss. Naast het eerste herenteam speelde ook het A-junioren team van Olympia in het seizoen 2019/2020 op het hoogste landelijke niveau, dit team eindigde op de zevende plaats in de landelijke A-junioren competitie.
Door een gebrek aan spelers bij de jeugdteams van Olympia '89 en DOS '80 werden in aanloop van het handbalseizoen 2017/18 de jeugdteams van beide verenigingen samengevoegd. In november 2016 was de daadwerkelijke verkenning gestart naar een samenwerking tussen de verenigingen op alle vlakken. Beide clubs hadden op een ledenvergadering afgesproken om 3 jaar samen te gaan werken en na afloop van deze 3 jaar te beoordelen of een fusie gaat plaatsvinden. Het was de bedoeling om vanaf het seizoen 2019/20 als één club verder te gaan. De fusie ging echter pas per 1 juli 2020 in en Olympia '89 en DOS '80 heten sindsdien Dynamico.

## Resultaten
Heren (2015 - 2020)
- 2015 1e
Hoofdklasse B
- 2016 1e
Tweede divisie 1
- 2017 3e
Eerste divisie
- 2018 4e
Eerste divisie
- 2019 4e
Eerste divisie
- 2020 17e
Eredivisie

- Eredivisie
- Eerste divisie
- Tweede divisie
- Hoofdklasse